# (467048) 2016 CA259
(467048) 2016 CA259 es un asteroide perteneciente al cinturón de asteroides, descubierto el 28 de septiembre de 2003 por el equipo Spacewatch desde el Observatorio Nacional de Kitt Peak (Arizona, Estados Unidos).